# Cumia janlochi
Cumia janlochi is een slakkensoort uit de familie van de Colubrariidae. De wetenschappelijke naam van de soort is voor het eerst geldig gepubliceerd in 1991 door Parth.